# Starošince
Starošince so naselje v Občini Kidričevo na severovzhodu Slovenije. Je v tradicionalni pokrajini Štajerska in spada v Podravsko statistično regijo.
Vaška kapela je posvečena sveti Mariji in spada v župnijo Cirkovce. Sega v začetek 20. stoletja.